# لغات النمسا
لغات النمسا تشمل اللغة الألمانية، وهي اللغة الرسمية في البلاد وتستخدم اللهجة البافارية النمساوية، وتستخدم أيضاً اللهجة الأليمانية.

## اللغة الألمانية
هي اللغة الرسمية في البلاد، وتستخدم في الإعلام والمدارس والإعلانات الرسمية.

## الأليمانية
يتم الحديث باللهجة الأليمانية في النمسا فقط في فورارلبرغ وهم يستخدمون اللهجة الأليمانية العليا، وهي نفس اللهجة المستخدمة في كل من سويسرا وفرنسا. بالنسبة لمعظم الألمان والنمساويين خارج فورارلبرغ فمن الصعب جدا أن نفهم لهجتهم، كما هو أكثر مماثلة للألمانية السويسرية، مع العديد من الاختلافات النحوية وفي النطق.

## النمساوية البافارية
اللغة الأم الرئيسية للنمسا خارج فورارلبرغ هي البافارية النمساوية، والتي تستخدمها العديد من الولايات مثل فيينا والتي تستخدم اللهجة البافارية الوسطى أما المناطق الجنوبية فتتكلم باللهجة البافارية الجنوبية. وتوجد العديد من الكلمات من اللهجة البافارية النمساوية غير المستخدمة في ألمانيا مثل "Grüß Got" (السلام عليكم أو سلام الله) و "Servus" (مرحبا) "Pfiadi" (وداعاً)

## لغات الأقليات
وهناك عدد من لغات الأقليات التي يمكن الحديث بها في النمسا، مثل:
اللغة التركية
اللغة التركية هي أكبر لغة إقليمية في النمسا وألمانية والتي يتحدث بها 2.3% من السكان.
اللغة الصربية
اللغة الصربية هي ثاني أكبر لغة إقليمية في النمسا ويتحدث بها 2.2% من السكان